# 5-й матч финала НБА сезона 1975/1976
5-й матч финала НБА сезона 1975/1976, состоявшийся 4 июня 1976 года, считается одним из величайших, если не величайшим матчем в истории НБА. Игра проходила между командами «Бостон Селтикс» и «Финикс Санз» и закончилась победой «Кельтов» в 3-м овертайме со счётом 128—126. Матч вошёл в историю НБА благодаря невероятно напряжённой и драматичной концовке, в которой победа переходила из рук-в-руки то одной, то другой команды. Победив в этой игре, бостонцы добились решающего преимущества в финальной серии, и в следующем матче в гостях стали чемпионами НБА сезона 1975/1976.

## Предыстория
К сезону 1975/76 «Бостон Селтикс» продолжали оставаться самой титулованной командой в истории НБА, выиграв свой 12-й чемпионский титул в сезоне 1973/74. В предыдущем сезоне «Кельты» дошли до финала Восточной конференции, где в 7-матчевой серии уступили дорогу в финал клубу «Вашингтон Буллетс». В регулярном сезоне 1975/76 команда одержала 54 победы в 82 матчах и уверенно заняла первое место на «Востоке». Лидерами клуба со времён последнего чемпионства продолжали оставаться неувядающий 7-кратный чемпион НБА 36-летний Джон Хавличек, Самый ценный игрок НБА сезона 1972/73 Дэйв Коуэнс и олимпийский чемпион 1968 Джо Джо Уайт.
Финикс, дебютировавшие в НБА в сезоне 1968/79, до этого лишь однажды — в сезоне 1969/70 выходили в плей-офф, где уже в первом раунде уступили Лос-Анджелес Лейкерс. Перед сезоном 1975/76 команда усилилась выбранным в под 4-м номером драфта Элваном Адамсом и чемпионом в сезоне 1973/74 в составе «бостонцев» Полом Уэстфалом. В результате, одержав 42 победы в регулярном сезоне, команда заняла 3-е место в Западной конференции, всего во второй раз в своей истории выйдя в плей-офф. Однако в финале конференции команда сенсационно обыграла в 7-матчевой серии действующих чемпионов НБА «Голден Стэйт Уорриорз» и вышла в главный финал, в котором ей вновь предстояло сразиться с очевидным фаворитом, которому они, к тому же, проиграли все 4 очные встречи по ходу регулярного сезона.

## Ход финальной серии
В первой игре финала «Бостон» одержал победу на своей площадке со счётом 98:87 благодаря 25 очкам, 21 подбору и 10 результативным передачам Дэйва Коуэнса. Затем, совершив рывок 20:2 в 3-й четверти второго матча благодаря результативным действиям Джо Джо Уайта и Чарли Скотта «Кельты», выиграв встречу 105:90, повели в серии 2:0.
Однако «Финикс Санз» смогли собраться и, благодаря двум «домашним» победам 105:98 и 109:107 (ОТ) (это матч стал первым в истории НБА, сыгранным в июне) смогли сравнять счёт в серии, заставив скептиков вспомнить прошлогодний финал, в котором Вашингтон Буллетс, будучи бесспорными фаворитами финала были разгромлены Голден Стэйт Уорриорз в 4-х матчах. Таким образом, в случае победы в 5-м матче в столице Массачусетса Санз получали возможность выиграть серию в 6-й игре серии на своей площадке.

## Основное время и первый овертайм
«Бостон Селтикс», прекрасно понимая важность этой встречи,  сразу же взяв с места в карьер, повели 36:18 после 1-й же четверти. Однако «Финикс Санз» смогли отыграться и, выиграв вторую половину матча со счётом 50:34, смогли догнать соперника и выйти вперёд — 95:94. За 22 секунды до конца 4-й четверти Джон Хавличек, сравняв счёт с линии штрафных, промахнулся со второй попытки, но подобрав мяч после своего же промаха отдал пас Полу Сайласу, который немедленно попытался взять тайм-аут, несмотря на то, что у команды их больше не оставалось. Однако главный арбитор матча Ритчи Пауэрс предпочёл сделать вид, что не заметил этого. В противном случае, «Бостон Селтикс» получили бы технический штрафной бросок в своё кольцо, который мог бы стать решающим в концовке основного времени. За 8 секунд до конца периода Джон Хавличек, не стал дожидаться финальной сирены, получив пас от Джо Джо Уайта, попытался совершить победный бросок но промахнулся. К счастью, для «Бостона» ответная атака Санз также окончилась ничем — во многом из-за очередной судейской ошибки — на этот раз хронометрической — оставившей им всего 3 секунды вместо 5 на атаку. Очередную хронометрическую ошибку «столик» допустил на последних 3-х секундах 1-го овертайма, когда счётчик времени был запущен почти через 2 секунды после того как Джон Хавличек получил мяч. Однако поскольку «Хондо» вновь не смог совершить успешный бросок, игра перетекла во 2-ю дополнительную пятиминутку.

## Второй овертайм
Последние 20 секунд второго овертайма навсегда вошли в историю баскетбола. К этому моменту, «Бостон Селтикс» смогли добиться казалось бы решающего преимущества — 109:106 (3-х очковые броски в НБА будут введены лишь в сезоне 1979/80). Ветеран Финикса Дик ван Арсдэйл броском с угла площадки сократил отставание до 1 очка. «Селтикс» вводя мяч в игру допускают потерю: Пол Уэстфал, появившись буквально из ниоткуда, вырвал мяч из рук своего бывшего партнёра по команде Джона Хавличека и отдал пас ван Арсдэйлу, который в свою очередь отпасовал Кертису Перри. Тот совершил неудачный бросок с 5,5 метров с левого угла площадки, после чего Хавличек, попытавшись подобрать мяч, не смог удержать его в руках. Перри, вновь завладев мячом, за 6 секунд до конца периода забивает с 4,5 метров, выводя свою команду вперёд — 110:109.
Но Хавличек всё же смог исправить свои же ошибки в концовке, совершив проход под кольцо соперника и забив 2-х очковый мяч «с сиреной», принёс, как казалось тогда, победу своей команде. Фанаты «Бостона» высыпали на площадку празднуя 3-ю победу в серии своей любимой команды, которая покинула площадку, уйдя в раздевалку.
Однако в это же время чемпион и самый ценный игрок финала НБА сезона 1975/76 Рик Бэрри, работавший на том матче аналитиком телеканала CBS в эмоциональной манере объявил, что игра ещё не окончена. Очередная ошибка хронометристов привела к тому, что время после броска Хавличека не было остановлено. Судьи были вынуждены согласиться с ним и вернули игроков «Селтикс» на площадку, что вызвало шквал негодования со стороны бостонских болельщиков, один из которых набросился с кулаками на главного арбитра матча Ритчи Пауэрса (за что впоследствии был арестован), а ещё двое вскочили на судейский столик.
В конце концов, очистив площадку от посторонних лиц, и, выведя игроков команды-хозяев на площадку, арбитры возобновили матч, оставив игрокам Санз одну секунду на ответную атаку. Шансы гостей выглядели минимальными, учитывая что в отсутствие у них тайм-аутов они вынуждены были вводить мяч в игру из под своего кольца. Тем не менее, Пол Уэстфал затребовал тайм-аут, что привело к техническому броску в кольцо Финикса, успешно реализованному Джо Джо Уайтом. Однако данное решение пошло его команде на пользу, поскольку по правилам тех лет, игроки Санз получили возможность не только провести этот тайм-аут, но и, после технического штрафного от их соперников, ввести мяч в игру от центральной линии (причём, в независимости от того — попал бы Уайт свой бросок или нет).
Во время «незаконного» тайм-аута разъярённые фанаты по-прежнему продолжили выбегать на площадку, практически заскакивая на скамейку запасных Финикса в то время как тренер команды Джон Маклеод пытался нарисовать своим игрокам комбинацию. Несколько раз игрокам Санз пришлось оттаскивать бостонских фанатов в сторону, а владелец команды Джерри Коланжело вынужден был пригрозить бойкотом Бостон-гардена, в случае возможной 7-й игры в серии. После возобновления игры Кертис Перри отдал мяч от боковой линии центр-форварду своей команды Гарфильду Херду и тот, развернувшись в воздухе на 180 градусов, с сиреной отправил мяч в кольцо «Бостона». 112:112 — и игра перешла в 3-й овертайм.

## Третий овертайм и итоговая победа «Бостона»
К этому моменту у «Бостона» Дэйв Коуэнс, Чарли Скотт уже были вынуждены покинуть площадку с 6-ю фолами. Пол Сайлас, отыгравший конец 4-й четверти и 2 овертайма на 5 фолах, в 3-м овертайме также получил свой 6-й фол. У соперников, из-за перебора персональных замечаний встречу вынуждены были покинуть Элван Адамс и Деннис Оутри. Игроки Санз первыми смогли набрать очки в 3-м овертайме и повести (всего в 4-й раз по ходу матча) — 114:112. Однако усталость гостей начала сказываться. У хозяев одним из героев 3-го овертайма стал игрок глубокого резерва Гленн Макдональд, ни до, ни после этого матча никак себя не проявлявший (4,2 очка в среднем за карьеру в НБА), но, в отсутствие лидеров своей команды, набравший 6 из 16 очков «Бостона» в 3-й дополнительной пятиминутке.
В результате, в конце 7-го периода «Селтикс» всё же смогли получить решающее преимущество — 128:122. Пол Уэстфал забив 4 очка на последней минуте, сократил отставание своей команды до минимума, едва не перехватил мяч за считанные секунды до конца периода. Но, на этот раз, игрокам «Бостона» удалось удержать мяч в руках и одержать ключевую для себя победу в серии — 128:126 и повести в серии со счётом 3:2. Лучшим игроком финала у победителей стал Джо Джо Уайт, забивший 33 очка. У гостей 25-ю очками с игры отметились Пол Уэстфал и Рики Соуберс.
| 4 июня 1976 |                                               | Финикс Санз | 126 — 128 (3ОТ)             | Бостон Селтикс | Бостон-гарден, Бостон, Массачусетс Зрителей: 15320 Судьи: Ритчи Пауэрс, Дон Мерфи | CBS |
| 4 июня 1976 | 18–36, 27–25, 27–16, 23–18, 6–6, 11–11, 14–16 |             |                             |                | Бостон-гарден, Бостон, Массачусетс Зрителей: 15320 Судьи: Ритчи Пауэрс, Дон Мерфи | CBS |
| 4 июня 1976 | Рики Соуберс, Пол Уэстфал 25                  | Очки        | Джо Джо Уайт 33             |                | Бостон-гарден, Бостон, Массачусетс Зрителей: 15320 Судьи: Ритчи Пауэрс, Дон Мерфи | CBS |
| 4 июня 1976 | Кертис Перри 15                               | Подборы     | Дэйв Коуэнс,Джон Хавличек 5 |                | Бостон-гарден, Бостон, Массачусетс Зрителей: 15320 Судьи: Ритчи Пауэрс, Дон Мерфи | CBS |
| 4 июня 1976 | Рики Соуберс,Кертис Перри 6                   | Передачи    | Джо Джо Уайт 9              |                | Бостон-гарден, Бостон, Массачусетс Зрителей: 15320 Судьи: Ритчи Пауэрс, Дон Мерфи | CBS |
| 4 июня 1976 | счёт в серии - 2:3 в пользу «Бостона»         |             |                             |                | Бостон-гарден, Бостон, Массачусетс Зрителей: 15320 Судьи: Ритчи Пауэрс, Дон Мерфи | CBS |

| Игрок           | Очки     |
| Пол Уэстфал     | 25       |
| Рики Соуберс    | 25       |
| Кертис Перри    | 23       |
| Элван Адамс     | 20       |
| Гарфильд Херд   | 17       |
| Деннис Оутри    | 7        |
| Дик ван Арсдэйл | 5        |
| Нэйт Хоуторн    | 4        |
| Кит Эриксон     | 0        |
| Фил Лампкин     | 0        |
| Кит Эриксон     | не играл |
| Пэт Райли       | не играл |
| Джон Шумейт     | не играл |
| Фред Сондерс    | не играл |

| Игрок            | Очки     |
| Джо Джо Уайт     | 33       |
| Дейв Коуэнс      | 26       |
| Джон Хавличек    | 22       |
| Пол Сайлас       | 17       |
| Джим Ард         | 8        |
| Гленн Макдональд | 8        |
| Чарли Скотт      | 6        |
| Стив Куберски    | 4        |
| Дон Нельсон      | 4        |
| Кевин Стэком     | 0        |
| Том Босуэлл      | не играл |
| Джером Андерсон  | не играл |

## Последствия
Победа в 5-й игре серии стала решающей для игроков «Бостон Селтикс» прежде всего в моральном плане. 2 дня спустя 6 июня, игроки «Селтикс» вырвали победу в 6-м матче серии — 87:80 и в 13-й раз стали чемпионами НБА. Чарли Скотт набрал в матча 25 очков и сделал 11 подборов. Джо Джо Уайт забил 15 из своих 130 очков в финальной серии, став в итоге самым ценным игроком финала НБА 1976. Джон Хавличек выиграл свой восьмой и последний чемпионский перстень, сровнявшись по числу чемпионских титулов со своими бывшими партнёрами по легендарной команде «Селтикс» 1950-60-х годов Сатчем Сандерсом, Кей Си Джонсом и своим нынешним тренером Томом Хейнсоном. На данный момент, лишь двое других партнёров «Хондо» по золотой команде «Бостона» Сэм Джонс и Билл Рассел опережают его по количеству чемпионских титулов.
Победа в финале 1975/76 стала последней для «Бостона» эпохи Билл Рассела. В следующем сезоне постаревшая команда уступила в полуфинале Восточной конференции «Филадельфии 76», а в сезоне 1977/78 и вовсе останется за бортом плей-офф. По окончании того сезона многолетний лидер «Кельтов» Джон Хавличек завершил профессиональную карьеру, после чего генеральный менеджер «Бостона» Рэд Ауэрбах выбрал ему на смену под 6-м номером драфта 1978 года Ларри Бёрда, который спустя 3 года принесёт команде 14-й чемпионский титул.
«Финикс Санз» вновь смогут выйти в финал НБА лишь 17 лет спустя под руководством Пола Уэстфала. Помимо него, ещё 7 игроков того матча по завершении игровой карьеры стали главными тренерами команд НБА: 4 игрока «Финикса» Гарфильд Херд, Дик ван Арсдэйл, Джон Уэтцель остававшийся на скамейке запасных «Санз», но впоследствии выигравший в качестве главного тренера 5 чемпионских титулов Пэт Райли. А также игроки «Бостона» — Пол Сайлас, Дэйв Коуэнс и Дон Нельсон.